# Ленино (Свердловская область)
Ленино — деревня в Тавдинском городском округе Свердловской области России.

## Географическое положение
Деревня Ленино муниципального образования «Тавдинском городском округе» Свердловской области расположена в 10 километрах (по автотрассе в 15 километрах) к северу-северо-востоку от города Тавда, на левом берегу реки Тавда. Через деревню проходит автотрасса Тавда — Тагильцы.

## История
Постановлением НКВД 13 января 1921 года село Мало-Чердынское Кошукской волости Туринского уезда Тюменской губернии переименовано в Ленино.

## Население
| 2002 | 2010 | 2021 |
| ---- | ---- | ---- |
| 344  | ↘269 | ↘170 |